# Kościół Wniebowzięcia Najświętszej Maryi Panny i św. Józefa Oblubieńca w Warszawie
Kościół Wniebowzięcia Najświętszej Maryi Panny i św. Józefa Oblubieńca, zwyczajowo kościół pokarmelicki lub kościół seminaryjny – kościół znajdujący się w Warszawie przy ul. Krakowskie Przedmieście 52/54.
W latach 1945–1952 prokatedra archidiecezji warszawskiej. Pełni funkcję kościoła Wyższego Metropolitalnego Seminarium Duchownego w Warszawie.

## Opis
Zbudowany w latach 1661–1681 na planie krzyża z dwiema bocznymi nawami w stylu barokowym według projektu Isidoro Affaita starszego dla karmelitów bosych. W latach 1762–1780 fasada przebudowana według projektu Efraima Szregera w stylu klasycyzmu. To pierwsza kamienna fasada w stylu klasycyzmu w Rzeczypospolitej.
Około 1642 Albrycht Wessel chorąży nadworny i starosta różański, makowiecki i tykociński postanowił wybudować kościół dla karmelitów bosych, których nie było w tamtych czasach w Warszawie. Przedmieście Warszawy, na którym miała stanąć świątynia nosiło nazwę Bykowiec a plac należał do Marcina Krasickiego starosty bolimowskiego. Po śmierci Wessla, który nie zapewnił stosownych funduszy na dalszą budowę kościoła, jego wznoszenie odbywało się dzięki kolejnym „dobroczyńcom”. 
Julian Bartoszewicz tak opisuje owych dobroczyńców (pisownia oryginalna z pominięciem akcentów é):

... Na czele tych dobroczyńców stawia kościół króla Jana Kazimierza, który z dochodów stołu swojego wyznaczył po 500 złp. rocznie na fabrykę, i oprócz tego zapisał grunt na Ujazdowie dla klasztoru (11 lutego 1668 r.); grunt ten przeznaczony był właściwie nie na obsiew, ale na cegielnię, żeby karmelici nie potrzebowali kupować do budowy najważniejszego materyjału, owszem, żeby go sobie sami wyrabiali. … Innymi dobroczyńcami kościoła byli w tym czasie książę Michał Czartoryski wojewoda sandomierski, który klasztorowi dwie sumy zapisał na dobrach swoich na Podlasiu, wynoszące razem 8,500 złp. (1674 i 1691). Jedna z tych summ mniejsza, wynosząca 1,500 zł. oparta była na wsi Strzele pod Siedlcami, która stanowiła własność samej księżnej, wsi pamiętnej z tego, że w niej gościł kiedyś Pasek, i wspomnieniom to pobytu swojego w Strzale , jedne z najpiękniejszych stronic swojej książki poświęcił. … Innym dobroczyńcom klasztoru był Władysław Szmeling koniuszy wielki koronny, który 4,000 zapisał na wsiach Straszowej, Borkach i Osękach. … Ale najwięcej temu klasztorowi świadczył książę Michał Radziejowski, który potem został prymasem i kardynałem. Jakoż w połowie panowania Jana III, Radziejowski widząc, że kościół marnieje, a księża dać sobie rady sami nie mogą, postanowił dokończyć rozpoczętej fundacyi Wessla. … Dopiero księża karmelici wdzięczni za łaskę Radziejowskiemu, którego drugim założycielem swoim zwali, chcąc przekazać następcom pamięć jego dobrodziejstw, jeszcze za życia wystawili mu w klasztorze na zewnętrznej ścianie od podwórza pomnik z czarnego marmuru... Ale mimo to fabryka nie skończyła się jeszcze, bo nim odbudowano cały kościół, to potrzebowało odnowienia, tamto ozdoby: okoliczności wywołały więc nowego dobroczyńcę. Był nim ksiądz Augustyn Adam Wessel opat jędrzejowski. ...Więc z dochodów własnych odnowił go i przyozdobił, wreszcie poświęcił w r. 1716.

Tak więc budowa, liczona od rozpoczęcia budowy przez Albrychta Wessla do poświęcenia kościoła przez ks. Augustyna Wessla (wnuka brata Albrychta Wessla), trwała 74 lata (1642–1716).
J. Bartoszewicz odnotowuje również, że 1 września 1705 rozpoczęły się w klasztorze rozmowy o pokój ostateczny pomiędzy Polską i Szwecją (pomiędzy Stanisławem Leszczyńskim a Karolem XII), które zakończyły się podpisaniem w nim przymierza 18 listopada 1705 r. Wspomina także przeora i prowincjała zakonu karmelitów ks. Jerzego Brzostowskiego, który założył bibliotekę uważaną wówczas za jedną z największych w Polsce, a także Ojca Honorego od św. Elizeusza, który przez 20 lat był przeorem.
Charakterystycznym elementem budynku jest umieszczona na dachu w 1779 w czasie remontu fasady wielka kula z wężem trzymającym jabłko w pysku. Mieszkańcy Warszawy nazywali ją „banią karmelicką”.
Kościół nie został zniszczony podczas II wojny światowej. W latach 1945–1952, do czasu odbudowy katedry św. Jana, pełnił rolę prokatedry. W 1965 roku świątynia wraz z zespołem klasztornym karmelitów bosych została wpisana do rejestru zabytków.

### Wnętrze
- ołtarz główny i ołtarze w ramionach transeptu (do transeptu przylegają dawne zabudowania klasztorne)
- ołtarz boczny (trzeci od strony kruchty) poświęcony Matce Boskiej Patronce Dobrej Śmierci. Znajdująca się w nim ikona pochodzi z Ukrainy i jest darem króla Jana Kazimierza z 1664
- liczne epitafia, między innymi malarza Rafała Hadziewicza, dziennikarza Józefa Keniga, ziemianina Augusta Mazaraki
- grupa Zaślubin Marii autorstwa Jana Jerzego Plerscha powstała ok. 1770 (przeniesiona z warszawskiego kościoła Dominikanów Obserwantów)
- figurka Dzieciątka Jezus (na prawo od nawy głównej)

## Galeria

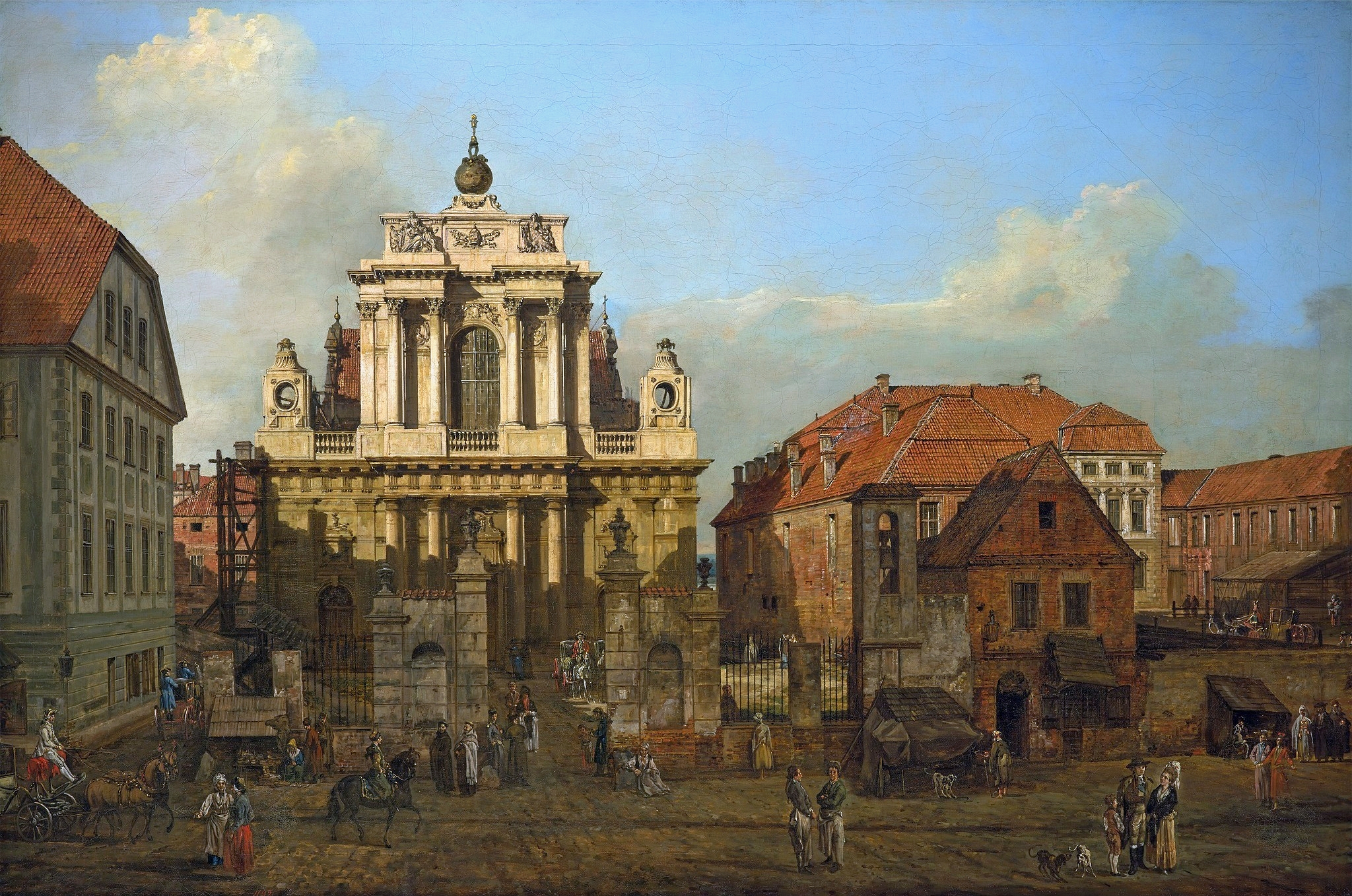
Kościół na weducie Bernarda Bellotto, 1780
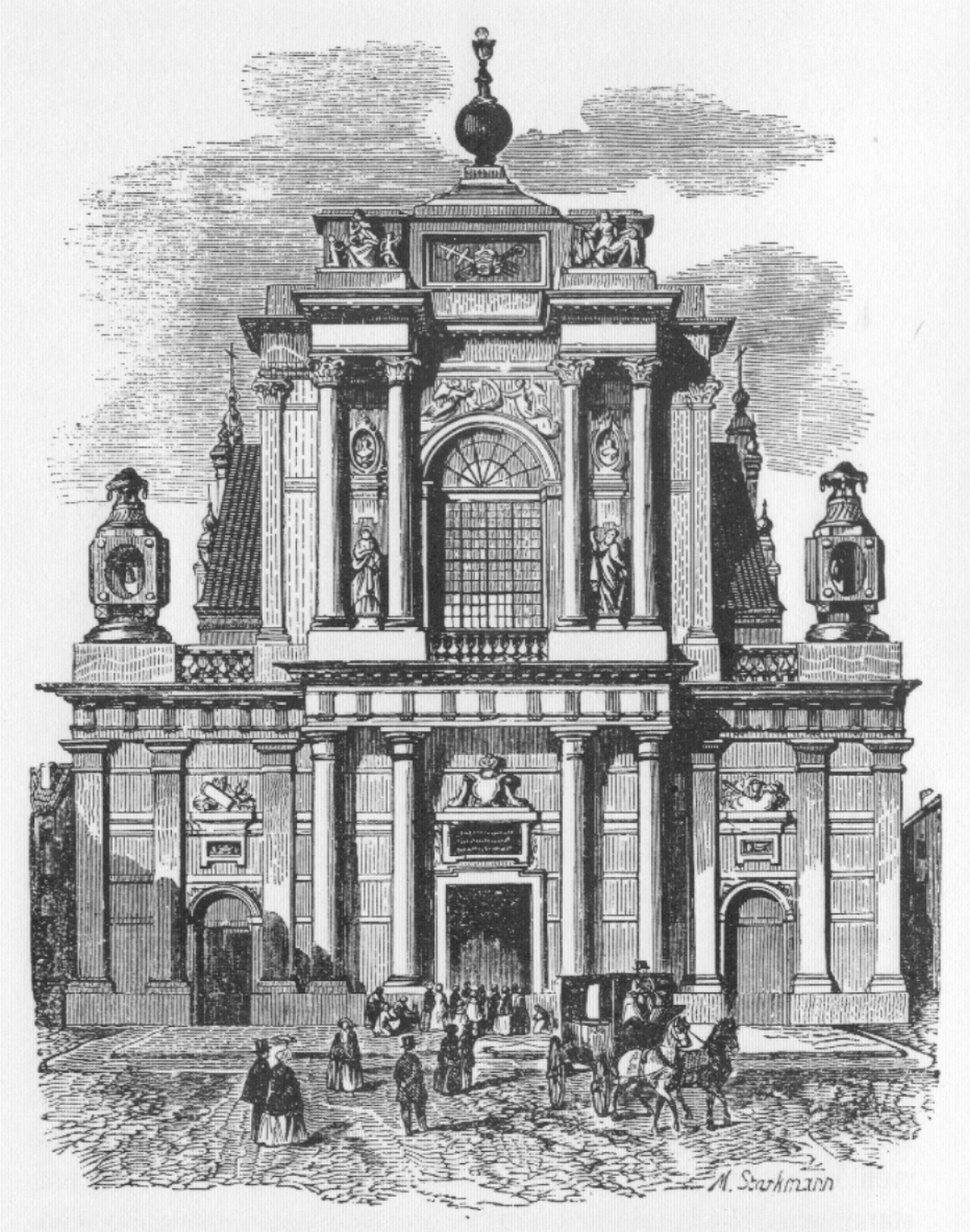
Świątynia na drzeworycie Michała Starkmana, ok. 1855
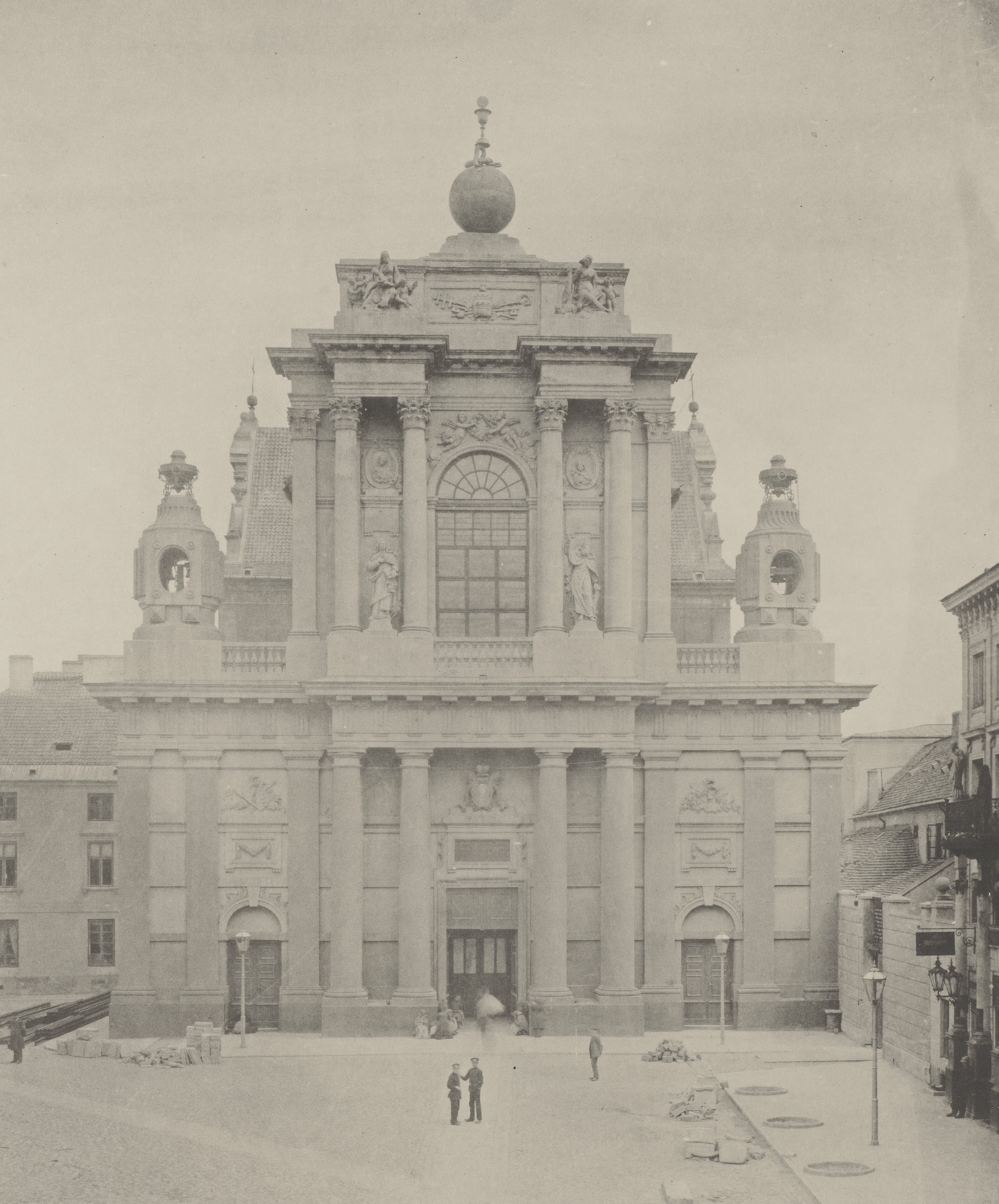
Widok kościoła przed 1900
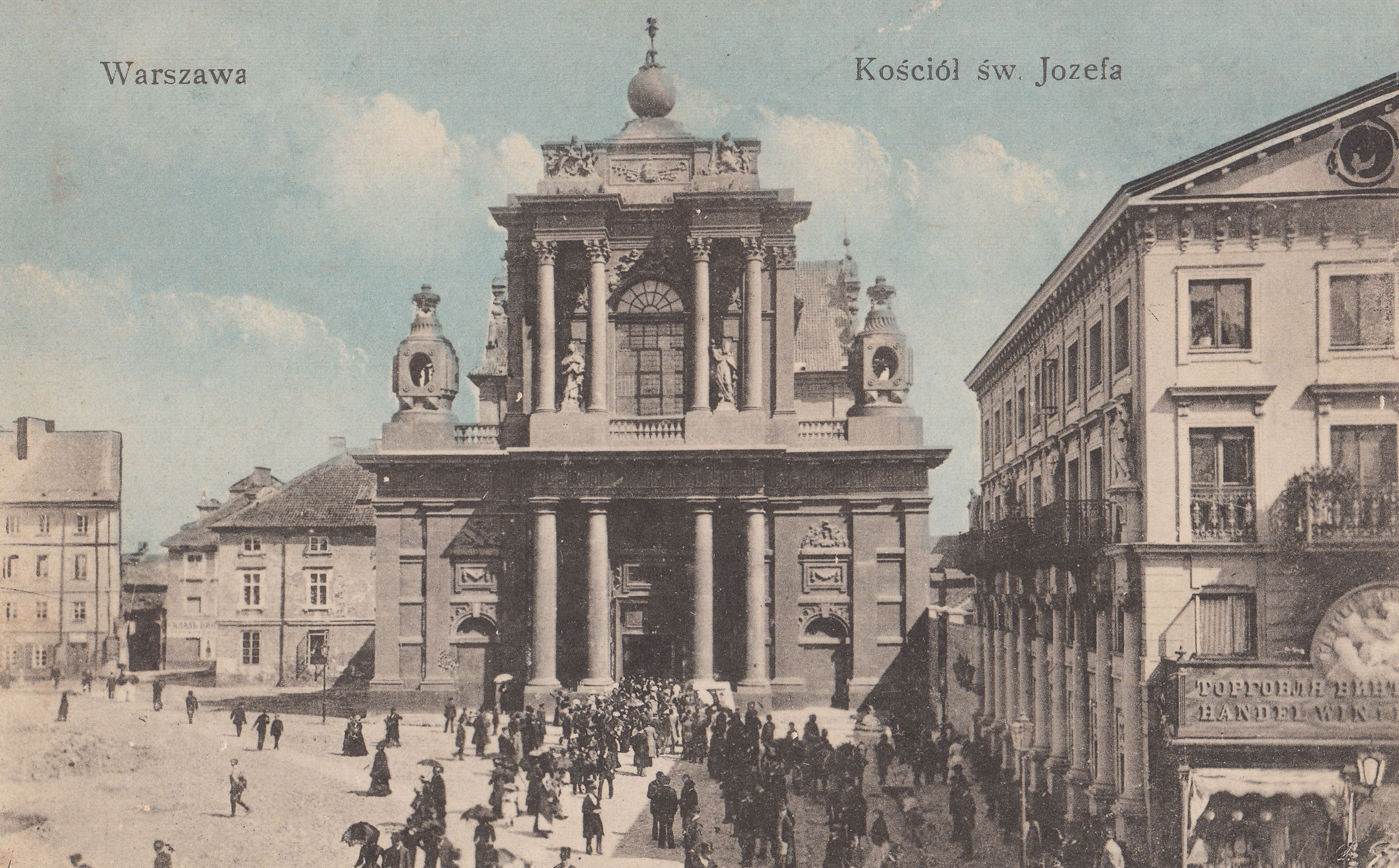
Kościół przed 1916
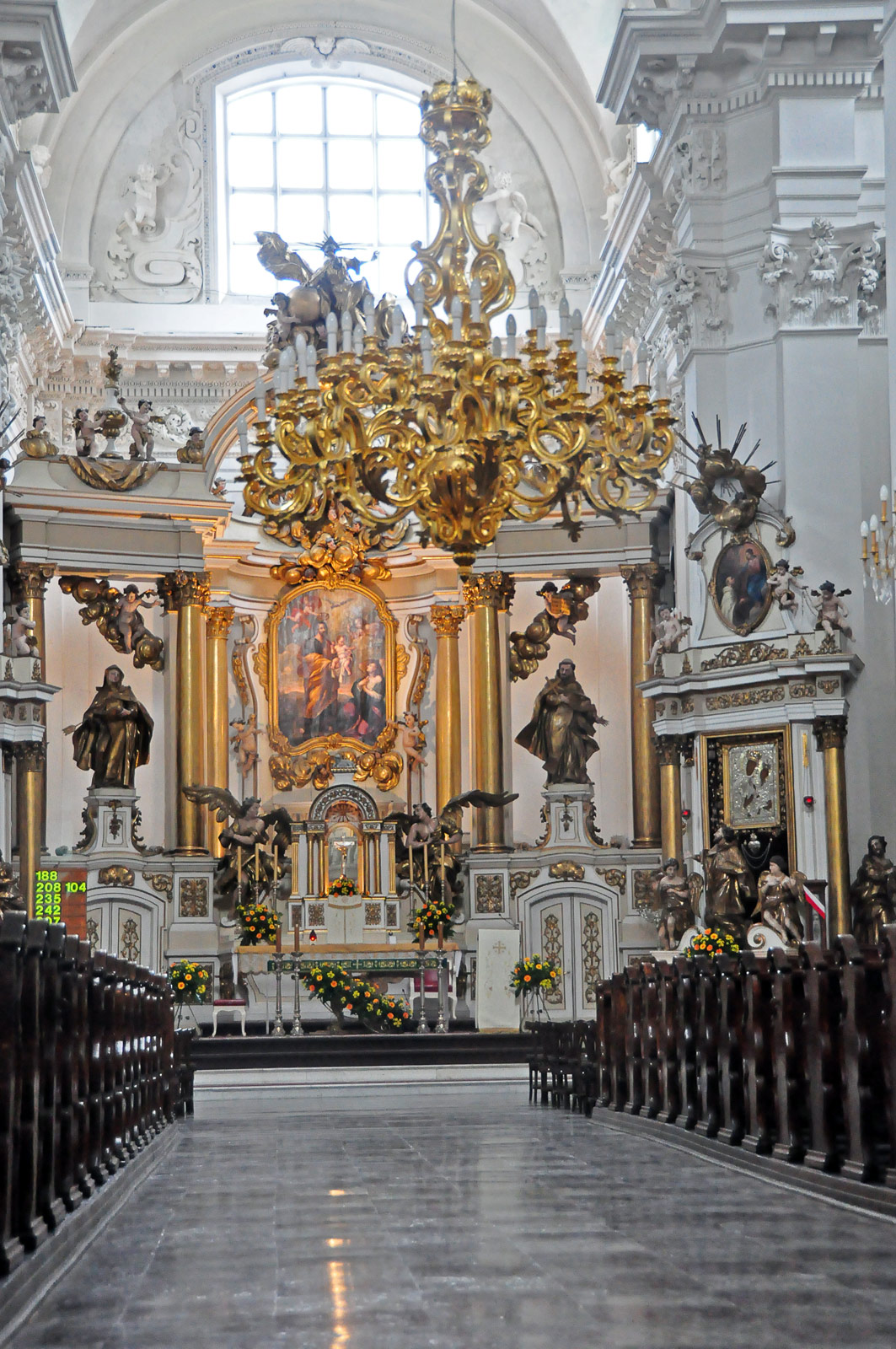
Nawa główna
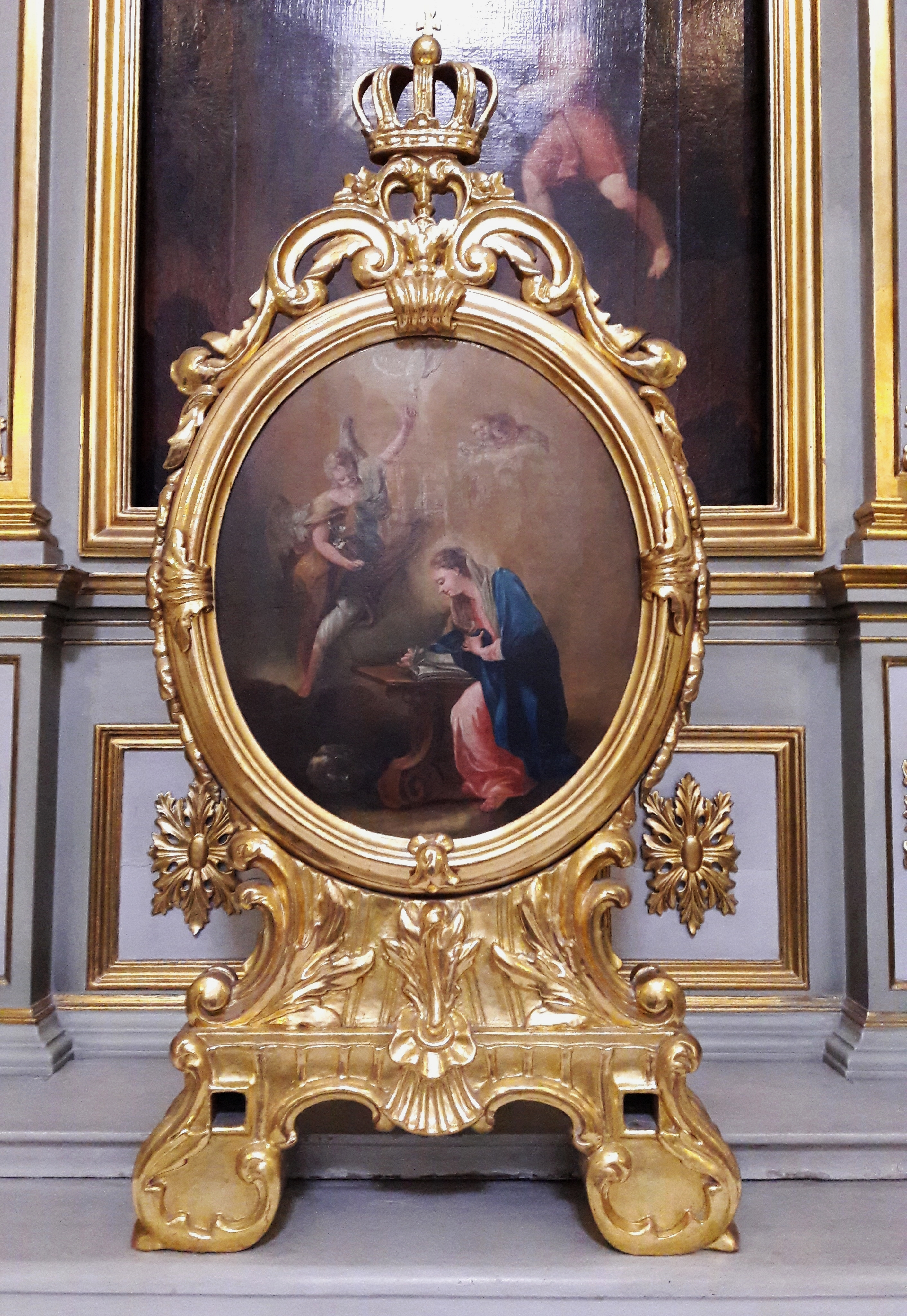
Feretron ze Zwiastowaniem